# Janet Evanovich
Œuvres principales
- La série Stephanie Plum

Janet Evanovich (South River, New Jersey, États-Unis, 22 avril 1943) est une écrivaine de roman policier. Elle est principalement connue pour la série des aventures de Stephanie Plum, qui perd son emploi comme acheteuse de lingerie fine et doit s'improviser chasseuse de primes pour être en mesure de remplir son réfrigérateur.

## Biographie
Après avoir passé quatre ans dans la section Art de l'université Douglass College dans l'État du New Jersey, Janet Evanovich décide de se lancer dans l'écriture. Elle envoie de nombreux manuscrits à différents éditeurs, mais essuie refus sur refus. Elle tente alors sa chance dans le roman d'amour, sans plus de succès. 
Quelques mois après avoir entamé une courte carrière de secrétaire, elle reçoit l'appel d'un éditeur intéressé par Second Chance at Love, un roman d'amour aujourd'hui oublié qu'elle signe du pseudonyme de Steffie Hall. Après douze romans de la même veine, elle décide de changer de registre et se lance dans le roman policier.
Elle crée alors le personnage de Stephanie Plum qui, pour raison de chômage, doit se reconvertir au dangereux métier de chasseuse de primes. Avec une écriture rythmée, des personnages bien trempés, comme la désopilante Mamie Mazur, le beau Joe Morelli et le ténébreux Ranger, les aventures de Stephanie Plum connaissent un énorme succès.

## Œuvre

### Romans

#### SérieFull
Série coécrite avec Charlotte Hugues.
1. 1989 : Full House, non traduit en français
2. 2003 : Full Tilt, non traduit en français
3. 2003 : Full Speed, non traduit en français
4. 2004 : Full Blast, non traduit en français
5. 2005 : Full Bloom, non traduit en français
6. 2006 : Full Scoop, non traduit en français

#### SérieStephanie Plum
1. La Prime : roman [« One For the Money »]  (trad. de l'anglais par Philippe Loubat-Delranc, réédité en février 2012 pour coïncider avec la sortie du film Recherche Bad Boys désespérément), Paris, Grasset, 1995 (1re éd. 1994), 331 p. (ISBN 2-246-50061-3, BNF 35814599)
2. Deux fois n'est pas coutume [« Two For the Dough »]  (trad. de l'anglais par Philippe Loubat-Delranc), Paris, Grasset, 1997 (1re éd. 1996), 373 p. (ISBN 978-2-266-23670-6, BNF 43644357)
3. À la une, à la deux, à la mort [« Three to Get Deadly »]  (trad. de l'anglais par Philippe Loubat-Delranc, réédité sous le titre A la une, à la deux, à la proie), Paris, Payot & Rivages, 2000 (1re éd. 1997), 248 p. (ISBN 2-228-89249-1, BNF 37098608)
4. Quatre ou double [« Four to Score »]  (trad. de l'anglais par Philippe Loubat-Delranc), Paris, Payot & Rivages, 2001 (1re éd. 1998), 296 p. (ISBN 2-228-89389-7, BNF 37632615)
5. Cinq à sexe [« High Five »]  (trad. de l'anglais par Philippe Loubat-Delranc), Paris, Payot & Rivages, 2002 (1re éd. 1999), 295 p. (ISBN 2-228-89653-5, BNF 38893660)
6. Six-appeal [« Hot Six »]  (trad. de l'anglais par Julie Sibony), Paris, Payot & Rivages, 2003 (1re éd. 2000), 295 p. (ISBN 2-228-89758-2, BNF 39001514)
7. Septième ciel [« Seven Up »]  (trad. de l'anglais par Philippe Loubat-Delranc), Paris, Payot & Rivages, 2004 (1re éd. 2001), 284 p. (ISBN 2-228-89882-1, BNF 39198156)
8. Le Grand Huit [« Hard Eight »]  (trad. de l'anglais par Philippe Loubat-Delranc), Paris, Payot & Rivages, 2005 (1re éd. 2002), 283 p. (ISBN 2-228-89997-6, BNF 39982929)
9. Flambant neuf [« To the Nines »]  (trad. de l'anglais par Philippe Loubat-Delranc, réédité sous le titre Les Neuf Vies de Stephanie), Paris, Payot & Rivages, 2006 (1re éd. 2003), 297 p. (ISBN 2-228-90091-5, BNF 40156593)
10. Dix de retrouvés [« Ten Big Ones »]  (trad. de l'anglais par Axelle Demoulin & Nicolas Ancion), Paris, Pocket, 2015 (1re éd. 2004), 330 p. (ISBN 978-2-266-24509-8, BNF 44298509)
11. Comme onze comprend [« Eleven on top »]  (trad. de l'anglais par Axelle Demoulin & Nicolas Ancion), Paris, Pocket, 2015 (1re éd. 2005), 349 p. (ISBN 978-2-266-24510-4, BNF 44298505)
12. Les Douze Travaux de Stephanie [« Twelve Sharp »]  (trad. de l'anglais par Axelle Demoulin & Nicolas Ancion), Paris, Pocket, 2015 (1re éd. 2006), 316 p. (ISBN 978-2-266-24511-1, BNF 44430808)
13. Une affaire treize explosive [« Lean Mean Thirteen »]  (trad. de l'anglais par Axelle Demoulin & Nicolas Ancion), Paris, Pocket, 2016 (1re éd. 2007), 316 p. (ISBN 978-2-266-24512-8, BNF 45053713)
14. Chercher midi à quatorze heures [« Fearless Fourteen »]  (trad. de l'anglais par Axelle Demoulin & Nicolas Ancion), Paris, Pocket, 2016 (1re éd. 2008), 318 p. (ISBN 978-2-266-24513-5, BNF 45053721)
15. Retour à la quinze départ [« Finger Lickin' Fifteen »]  (trad. de l'anglais par Axelle Demoulin & Nicolas Ancion), Paris, Pocket, 2016 (1re éd. 2009), 286 p. (ISBN 978-2-266-24514-2, BNF 45143424)
16. Saisi sur le vif [« Sizzling Sixteen »]  (trad. de l'anglais par Axelle Demoulin & Nicolas Ancion), Paris, Pocket, 2017 (1re éd. 2010), 286 p. (ISBN 978-2-266-24515-9, BNF 45238184)
17. 17 ans de malheur [« Smokin Seventeen »]  (trad. de l'anglais par Axelle Demoulin & Nicolas Ancion), Paris, Pocket, 2017 (1re éd. 2011), 315 p. (ISBN 978-2-266-24516-6, BNF 45236965)
18. Y a pas dix-huit solutions [« Explosive eighteen »]  (trad. de l'anglais par Axelle Demoulin & Nicolas Ancion), Paris, Pocket, 2017 (1re éd. 2011)
19. (en) Notorious Nineteen : A Stephanie Plum Novel  (à paraître en français), Bantam, 2012, 320 p. (ISBN 978-0-345-52775-2, lire en ligne)
20. (en) Takedown Twenty  (non traduit en français), Bantam, 2013, 307 p. (ISBN 978-0-345-54288-5, OCLC 882508872)
21. (en) Top Secret Twenty-One  (non traduit en français), Bantam, 2014, 341 p. (ISBN 978-0-345-54292-2)
22. (en) Tricky Twenty-Two  (non traduit en français), Bantam, 2015 (ISBN 978-1-101-96568-9, OCLC 934434816)
23. (en) Turbo Twenty-Three : A Stephanie Plum Novel  (non traduit en français), Random House, 2016, 288 p. (ISBN 978-0-345-54300-4, OCLC 968175718)
24. (en) Hardcore Twenty-Four  (non traduit en français), Random House, 2017, 304 p. (ISBN 978-0-399-17919-8, OCLC 994234425)
25. (en) Look Alive Twenty-Five  (non traduit en français), Random House, 2018
26. Twisted Twenty-Six (2019)
27. Fortune and Glory (2020)
28. Game On: Tempting Twenty-Eight (2021)
29. Going Rogue: Rise and Shine Twenty-Nine (2022)
30. Dirty Thirthy (2023)
31. Now or Never (2024)

#### SérieAlex Barnaby
1. 2006 :  Mecano girl, ["Metro girl"] (Trad de l'anglais par Marianne Thirioux), Paris Fleuve Noir en 2006, puis Pocket en 2007 283 p.  (ISBN 978-2-266-16672-0)
2. 2006 :  Motor mouth, "Le pilote, son chien et moi "

#### SérieO'Hare & Fox
Série coécrite avec Lee Goldberg.
1. 2013 : Le Casse (The Heist) (publié en France en 2016)
2. 2014 : Poursuite au bout du monde (The Chase), (publié en France par charleston en 2019)
3. 2014 : The Job, non traduit en français
4. 2015 : The Scam, non traduit en français
5. 2016 : The Pursuit, non traduit en français
6. 2019 : The Big Kahuna, non traduit en français
7. 2021 : The Bounty, non traduit en français

#### SérieEmerson Knight et Riley Moon
- Curious Minds (2016) coécrit avec Phoef Sutton
- Dangerous Minds (2017)

#### SérieGabriela Rose
- The Recovery Agent (2022)

## Adaptation en film

### Adaptation du tome 1 de la série Stephanie Plum:Recherche bad boys désespérément
Titre : Recherche bad boys désespérément
- Titre original : One For The Money
- Date de sortie française : 8 février 2012
- Réalisé par : Julie Anne Robinson

#### Synopsis
Stephanie Plum ne manque ni de fierté ni d’aplomb, même si elle vient de se faire virer et qu’un créancier vient lui prendre sa voiture. Fauchée, elle parvient à convaincre son cousin, un type plutôt louche, de l’engager dans son agence de cautionnement... comme chasseuse de primes ! Stephanie n’y connaît rien, ce qui ne l’empêche pas de se lancer aux trousses de Joe Morelli, un ancien flic suspecté de meurtre qui avait eu en plus le mauvais goût de la séduire avant de la plaquer lorsqu’elle était au lycée… Entre l’envie d’empocher la prime et un léger parfum de revanche, Stephanie est remontée à bloc.
Pourtant, même si le très expérimenté Ranger lui enseigne quelques trucs, sa mission va vite s’avérer plus compliquée que prévu. Si on ajoute à cela sa famille envahissante, un boxeur qui pourrait bien être un tueur, des témoins qui tombent comme des mouches et son cœur qui bat la chamade pour celui qu’elle est censée arrêter, le nouveau job de Stephanie risque de lui changer la vie – si elle n’en meurt pas !

#### Distribution
- Stephanie Plum : Katherine Heigl
- Joe Morelli : Jason O’Mara
- Ranger : Daniel Sunjata
- Lula :  Sherri Shepherd
- Mamie Mazur : Debbie Reynolds

- Jimmy Alpha : John Leguizamo
- Vinnie : Patrick Fischler
- Benito Ramirez : Gavin-Keith Umeh
- Bernie Kuntz : Adam Paul

## Prix et nominations

### Prix
- Prix New Blood Dagger 1995 pour One for the Money[1]
- Prix Dilys 1995 pour One for the Money[2]
- Prix Last Laugh Dagger 1996 pour Two for the Dough[1]
- Prix Silver Dagger 1997 pour Three To Get Deadly[1]
- Prix Lefty 1998 pour Three To Get Deadly[3]
- Prix Dilys 1998 pour Three To Get Deadly[2]
- Prix Lefty 1999 pour Four to Score[3]

### Nominations
- Prix Agatha 1994 du meilleur premier roman pour One for the Money[4]
- Prix Last Laugh Dagger 1995 pour One for the Money[1]
- Prix Edgar-Allan-Poe 1995 du meilleur premier roman pour One for the Money[5]
- Prix Anthony 1995 du meilleur premier roman pour One for the Money[6]
- Prix Macavity 1995 du meilleur premier roman pour One for the Money[7]
- Prix Shamus 1995 du meilleur premier roman pour One for the Money
- Prix Macavity 1997 du meilleur roman pour Two for the Dough[7]
- Prix Anthony 2000 du meilleur roman pour High Five[6]
- Prix Barry 2000 du meilleur roman pour High Five[8]
- Prix Lefty 2000 pour High Five[3]
- Prix Dilys 2001 pour Hot Six[2]
- Prix Lefty 2003 pour Hard Eight[3]